# Alexander Alexandrowitsch Tschornych
Alexander Alexandrowitsch Tschornych (russisch Александр Александрович Чёрных; * 22. September 1965 in Woskressensk, Russische SFSR) ist ein ehemaliger sowjetisch-russischer Eishockeyspieler. Sein Sohn Dmitri ist ebenfalls Eishockeyspieler.

## Karriere
Während seiner Karriere spielte Alexander Tschornych bei Chimik Woskressensk, einige wenige Spiele für den ZSKA Moskau sowie für SKA MWO Kalinin in der Perwaja Liga. Beim NHL Entry Draft 1983 war er in der zehnten Runde an 185. Stelle durch die New Jersey Devils ausgewählt worden. Aufgrund der politischen Situation in der damaligen Sowjetunion spielte er nie in der National Hockey League. Insgesamt erzielte er 59 Tore in 231 Spielen in der höchsten sowjetischen Liga, der Wysschaja Liga. 
Im Sommer 1989 musste er seine Karriere aufgrund der gesundheitlichen Folgen eines Autounfalls beenden.

### International
Bereits im Juniorenalter war Tschornych für die Sowjetunion international aktiv und gewann zwei U20-Weltmeistertitel (1983 und 1984), einen U18-Europameistertitel (1984) sowie eine weitere Bronzemedaille bei der Junioren-Weltmeisterschaft 1985
Am 29. Oktober 1987 stand er in einem Spiel gegen die Tschechoslowakei zum ersten Mal für die sowjetische Herren-Nationalmannschaft auf dem Eis. Seine internationale Karriere wurde mit der Goldmedaille bei den Olympischen Winterspielen 1988 gekrönt. Für die Nationalmannschaft erzielte er 12 Tore in 45 Länderspielen. Am 1. Mai 1989 bestritt er sein letztes Länderspiel. 

## Erfolge und Auszeichnungen
- 1983 Goldmedaille bei der Junioren-Weltmeisterschaft
- 1983 Goldmedaille bei der U18-Junioren-Europameisterschaft
- 1984 Goldmedaille bei der Junioren-Weltmeisterschaft
- 1985 Bronzemedaille bei der Junioren-Weltmeisterschaft
- 1988 Goldmedaille bei den Olympischen Winterspielen
- 1988 Medaille „Für heldenmütige Arbeit“
- 1988 Verdienter Meister des Sports der UdSSR
- 1989 Goldmedaille bei der Weltmeisterschaft